# Knema
Knema es un género de plantas perteneciente a la familia Myristicaceae. Comprende 126 especies descritas y de estas, solo 10 aceptadas.

## Descripción
Se caracterizan por tener las flores directamente en las ramas o en braquiblastos simples a 2-4-furcados.
Bracteola del pedicelo floral separada de la flor. Columna estaminal apicalmente en forma de disco. Arilo completo o cortamente laciniado en el ápice.

## Taxonomía
El género fue descrito por   João de Loureiro y publicado en Flora Cochinchinensis 2: 604. 1790. La especie tipo es: Knema corticosa Lour. 

## Especies aceptadas
A continuación se brinda un listado de las especies del género Knema aceptadas hasta diciembre de 2013, ordenadas alfabéticamente. Para cada una se indica el nombre binomial seguido del autor, abreviado según las convenciones y usos.
- Knema cinerea Warb.
- Knema conferta (King) Warb.
- Knema elegans Warb.
- Knema erratica (Hook. f. & Thomson) J. Sinclair
- Knema furfuracea (Hook. f. & Thomson) Warb.
- Knema globularia (Lam.) Warb.
- Knema lenta Warb.
- Knema linifolia (Roxb.) Warb.
- Knema tenuinervia W.J. de Wilde
- Knema tonkinensis (Warb.) W.J. de Wilde